# Benjamin Travnizek
Benjamin Travnizek (* 8. Juli 1981) ist ein deutscher Basketballtrainer.

## Laufbahn
Travnizek war ab 2007 in der Braunschweiger Nachwuchsarbeit als Trainer beschäftigt. Mit der männlichen U18 der SG FT/MTV Braunschweig erreichte er zweimal das Endspiel um die deutsche Meisterschaft.
Er war Trainer der Junior Phantoms Braunschweig in der NBBL. Nach der Beurlaubung des ehemaligen Trainers der Herzöge Nestor Katsagiorgis betreute Travnizek ab Anfang Dezember 2009 zusätzlich die Wolfenbütteler in der 2. Bundesliga ProB. Er trat damit in Konkurrenz zur Herrenmannschaft der SG Braunschweig, die in der ProB als Spot Up Medien Braunschweig antrat.
Im Sommer 2010 wechselte er als Assistenztrainer von Derrick Taylor zum Nürnberger BC in der 2. Bundesliga ProB, übernahm zudem als Cheftrainer die NBBL-Mannschaft des NBC und fungierte als Sportlicher Leiter der Leistungsmannschaften des Vereins. Nachdem er zwischen 2011 und 2013 dann Cheftrainer der Herzöge Wolfenbüttel gewesen war, kehrte er im November 2013 nach Nürnberg zurück und ersetzte den entlassenen Cheftrainer Martin Ides. Travnizek blieb bis Saisonende 2013/14 im Amt.
Anschließend übernahm er den Trainerposten der 1. Herrenmannschaft der SG Braunschweig. Ihm gelang in der Saison 2016/17 der Wiederaufstieg in die 2. Regionalliga sowie der Gewinn des Niedersächsischen Basketballverbandspokals. Zur Saison 2018/19 wechselte Travnizek auf den Trainerposten beim Regionalliga-Aufsteiger SC Langenhagen. Dort war er bis 2020 beschäftigt.
Im Sommer 2023 wurde er in der gemeinsamen Nachwuchsarbeit des Bundesligisten Basketball Löwen Braunschweig und der SG FT/MTV Braunschweig tätig. Travnizek trat das Traineramt bei den Braunschweiger Mannschaften in der Herren-Regionalliga sowie in der Nachwuchs-Basketball-Bundesliga (NBBL) an. Des Weiteren wurde ihm die Leitung der Nachwuchsarbeit übergeben.